# 第一代康沃尔伯爵皮尔斯·加韦斯顿
第一代康沃尔伯爵皮尔斯·加韦斯顿（Piers Gaveston, 1st Earl of Cornwall，1284年—1312年6月19日）是一个加斯科涅地区出身的英国贵族。以作为英格兰国王爱德华二世的佞臣而闻名。
年轻时，皮尔斯·加韦斯顿给长腿爱德华留下过好印象，因此成为爱德华二世的侍从。因为爱德华二世过度宠信加韦斯顿，所以爱德华一世将加韦斯顿放逐。但几个月后，爱德华一世去世，爱德华二世即位后就召回了加韦斯顿。爱德华二世将康沃尔伯爵爵位授予了加韦斯顿，并将自己的外甥女、格洛斯特伯爵的妹妹玛格丽特·德克拉尔嫁给他。
爱德华二世对皮尔斯·加韦斯顿的宠信激怒了许多贵族。迫于压力，1308年爱德华二世被迫将加韦斯顿放逐。在此期间，加韦斯顿担任爱尔兰总督，成功败杀了一些当地的大规模叛乱者。爱德华二世说服反对者后，加韦斯顿于次年返回英格兰。加韦斯顿归来后变本加厉，根据1311年法令，加韦斯顿第三次被放逐并被禁止返回英格兰。但1312年时加韦斯顿仍返回英格兰，后被处死。

## 家庭背景与早期生活
皮尔斯·加韦斯顿的父亲阿诺·德加巴斯东，是一个效忠于贝阿恩子爵加斯东七世的加斯科涅骑士。克拉拉蒙德·德马尔桑与她的兄弟阿诺-纪尧姆·德马尔桑共同继承了加斯科涅的大量土地，加巴斯东通过与克拉拉蒙德·德马尔桑的联姻获得加斯科涅地区的许多土地。通过妻子的领地，加巴斯东成为了阿基坦公爵（同时也是英格兰国王）的附庸。他从1282–83的威尔士战争那时开始，效忠于爱德华一世很长一段时间。1287年2月4日之前的某天，克拉拉蒙德去世。加巴斯东在之后的余生中竭力地从邻国和亲属中保留住妻子的遗产。因为这个原因，加巴斯东在经济上更加依赖英国国王，因此他一直效忠于英国国王。他曾两次被爱德华一世用作人质：1288年为质于阿拉贡，1294年为质于法兰西王国并于1297年逃往英格兰。1300年，他回到英国并在苏格兰战争中效忠于爱德华一世。他在1302年5月18日之前的某天去世了。
皮尔斯·加韦斯顿早年鲜为人知，以至于他的出生年份也不为人所知。据说皮尔斯·加韦斯顿与爱德华二世同龄，所以推断他是1284年左右出生。